# Reclamebord

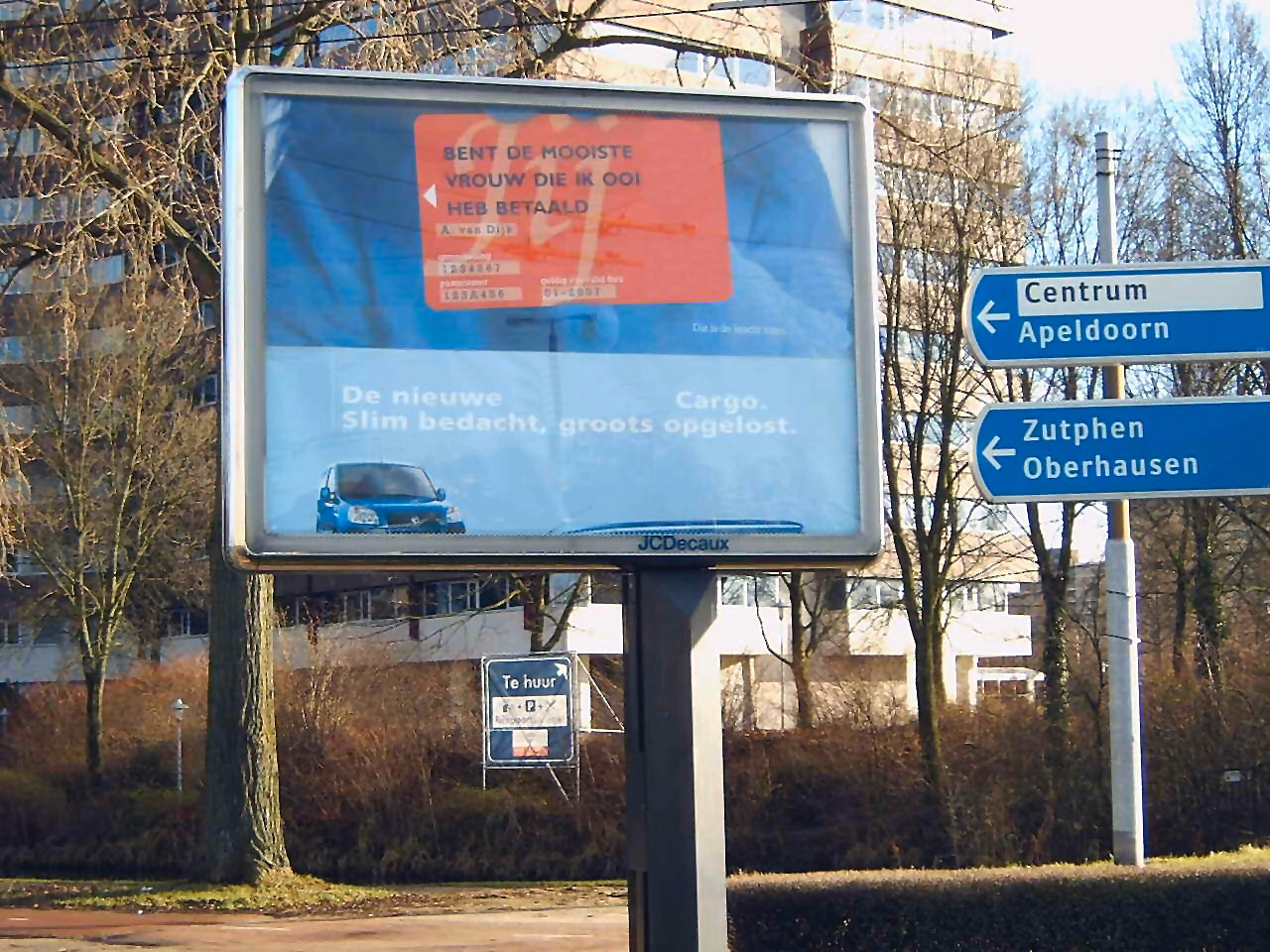
Bewegend reclamebord, halverwege het verschuiven

Een reclamebord of billboard is een in de openbare ruimte geplaatst reclamemedium en het wordt daarmee tot de buitenreclame gerekend.
Het in Nederland meest voorkomende formaat reclamebord is (circa) 240 centimeter hoog en 330 centimeter breed, die vooral langs in- en uitvalswegen geplaatst zijn.
Behalve borden met een "vaste" reclame-uiting bestaan er borden met wisselende boodschappen. Hierbij bestaat het paneel uit een aantal driezijdige balken, waarbij afwisselend drie verschillende reclame-uitingen vertoond kunnen worden, of uit een omhoog en omlaag draaiende film waarop de reclame-uitingen bevestigd zijn. Ook kan een reclamebord voorzien zijn van een LED-scherm waarop verschillende reclames getoond kunnen worden. Dit maakt het ook mogelijk om bewegende reclames te tonen. 
Bedrijven en instellingen die hun producten of boodschappen onder de aandacht van het publiek willen brengen, kopen hiertoe ruimte op de borden van exploitanten (grootste partijen in Nederland zijn JCDecaux en CBS Outdoor). De tarieven hiervoor zijn afhankelijk van de lengte van de campagne, het aantal borden en de locatie (met een tariefdifferentiatie: bij op- en afritten van grote wegen en in de buurt van drukke winkelcentra gelden hogere tarieven). De exploitant zorgt voor het ophangen van de posters en voor verwijdering na afloop van de campagne.
De exploitant behoeft voor plaatsing van een reclamebord-faciliteit toestemming van de eigenaar van de grond, hetgeen in de openbare ruimte vaak een overheid is. Dit vormt voor die overheid een bron van inkomsten. De prijzen van een landelijke reclamecampagne zijn aanmerkelijk, doch het "bereik" ervan is, volgens cijfers van een exploitant, zeer groot. Een groot deel van de Nederlandse bevolking zou een dergelijke reclameboodschap gedurende de weken dat een campagne loopt meerdere malen onder ogen krijgen.
Reclameborden worden gebruikt voor reclame-uitingen voor in beginsel alle toegestane producten en diensten. In Nederland mag geen reclame voor tabak gemaakt worden. Ook worden reclameborden gebruikt voor niet-commerciële boodschappen, bijvoorbeeld door charitatieve instellingen voor de aankondiging van landelijke collectes.
Het gebruik van reclameborden heeft van diverse zijden kritiek opgeroepen. Zo zou het landschap erdoor optisch vervuild raken, en zou de aandacht van weggebruikers erdoor kunnen worden afgeleid.

## Sport

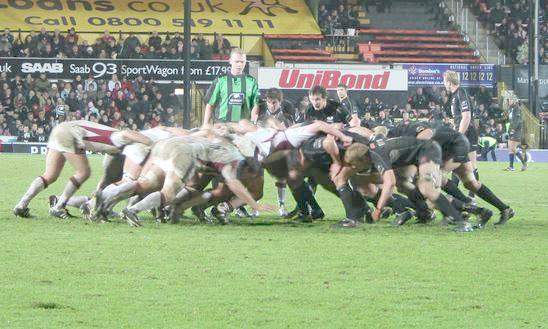
Reclamebord bij rugbywedstrijd

Een andere vorm van reclameborden zijn de borden die gebruikt worden bij vele vormen van sport zoals langs een voetbalveld in een stadion.

## Trivia

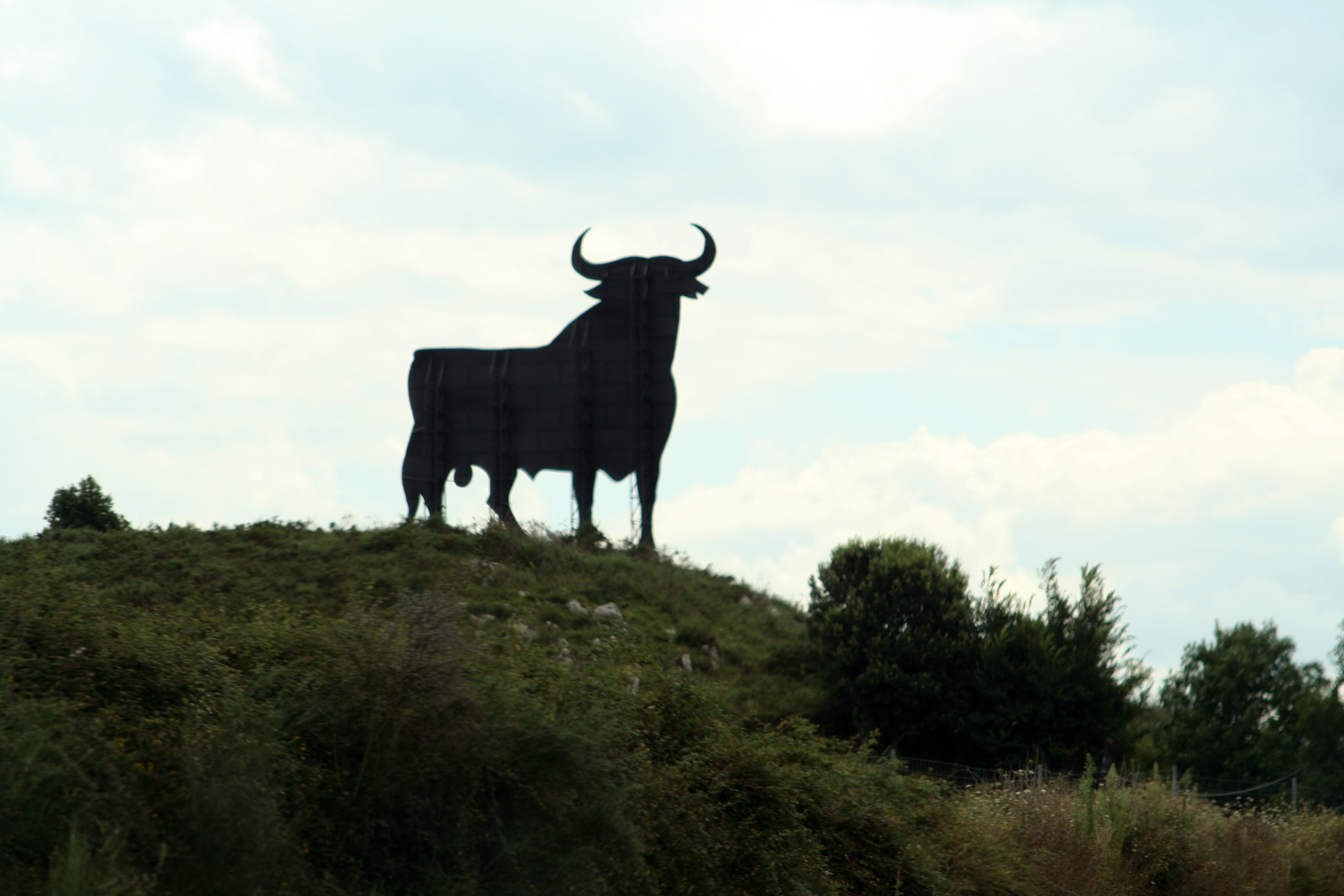
Stier van Osborne.

- Het Zweedse kledingconcern H&M voert elk voorjaar in Nederland een reclamecampagne voor badkleding, waarbij bekende fotomodellen betrokken zijn. Deze affiches waren in de late jaren 90 van de twintigste eeuw dermate in trek, dat op grote schaal abri's gesloopt werden, zulks in die mate dat H&M zich genoodzaakt zag om deze posters gratis aan belangstellenden ter beschikking te stellen.
- De omstandigheid dat deze borden gebruikt kunnen worden voor campagnes voor geheel verschillende zaken kan leiden tot conflicten. De website van een Nederlandse exploitant vermeldt hieromtrent: "Elkaar tegensprekende campagnes kunnen niet in dezelfde periode geboekt worden."
- Het reclamebord met de stier van Osborne is geworden tot een onofficieel Spaans symbool.